# Хінтсіко
Хінтсіко (ест. Hintsiko), також Хіндсіку (ест. Hindsiku) — село в Естонії, входить до складу волості Варсту, повіту Вирумаа.
За даними перепису 2011 року в селі проживало 37 осіб, за національністю — усі естонці.